# Chľaba
Chľaba est une commune du district de Nové Zámky, dans la région de Nitra, en Slovaquie.

## Géographie
Le village se trouve à la confluence de la rivière Ipeľ et du Danube.

## Histoire
La première mention écrite du village date de 1227.
La localité fut annexée par la Hongrie après le premier arbitrage de Vienne le 2 novembre 1938. En 1938, on comptait 1 099 habitants dont 5 d'origine juive. Elle faisait partie du district de Szob (hongrois : Szobi járás). Le nom de la localité avant la Seconde Guerre mondiale était Helemba. Durant la période 1938 - 1945, le nom hongrois Helemba était d'usage. À la libération, la commune a été réintégrée dans la Tchécoslovaquie reconstituée.

## Démographie

### Évolution de la population
| Année:               | 1994. | 2004.   | 2014.   | 2024.   |
| -------------------- | ----- | ------- | ------- | ------- |
| Nombre de personnes: | 718   | 714     | 712     | 686     |
| Différence:          |       | -0,55 % | -0,28 % | -3,65 % |

| Année:               | 2023. | 2024.   |
| -------------------- | ----- | ------- |
| Nombre de personnes: | 690   | 686     |
| Différence:          |       | -0,57 % |